# Andriivske, Konotop
Andriivske (în ucraineană Андріївське) este un sat în comuna Koșarî din raionul Konotop, regiunea Sumî, Ucraina.

## Demografie
Componența lingvistică a localității Andriivske
     Ucraineană (100%)
Conform recensământului din 2001, toată populația localității Andriivske era vorbitoare de ucraineană (100%).